# باربرینو والدلسا
باربرینو والدلسا (به ایتالیایی: Barberino Val d'Elsa) یک کومونه در ایتالیا است که در استان فلورانس واقع شده‌است.

## خصوصیات
باربرینو والدلسا ۶۵٫۸ کیلومترمربع مساحت و ۴٬۲۰۴ نفر جمعیت دارد و ۳۷۳ متر بالاتر از سطح دریا واقع شده‌است.

## خواهرخوانده
شهرهای شلیرزی، امگالا و Publier خواهرخوانده‌های باربرینو والدلسا هستند.